# پری‌پیکر بیگم
پری‌پیکر بیگم، (زاده ۱۵۴۰ اصفهان) با نام اصلی صفیه بیگم ملکه همسر شاه اسماعیل دوم بود.
مادر وی خانش بیگم دختر شاه اسماعیل یکم و خواهر شاه تهماسب یکم و پدرش سید نورالدین نعمت‌الله یزدی والی اصفهان بود. پری پیکر بیگم در سال ۱۵۵۴ در قزوین با پسر دایی خود، اسماعیل میرزا ازدواج کرد و آن‌ها صاحب دختری به نام صفیه بیگم شدند که بعدا به شهزادی خانم ملقب شد. پری پیکر در طول درگیری‌های جانشینی شاه تهماسب یکم از طرفداران همسرش بود.

## منبع
1. 1 2  http://www.royalark.net/Persia/safawi3.htm
2. ↑  J. Newman, Safavid Iran: Rebirth of a Persian Empire, 33.
3. ↑  پارسادوست، شاه اسماعیل دوم شجاع تباه شده، ۱۸.